# ماهیگیری با نیزه
ماهیگیری با نیزه روش باستانی ماهیگیری است که در سراسر جهان برای هزاران سال مورد استفاده قرار می‌گرفته‌است. تمدن‌های نخستین در اوایل آشنایی خود با رسوم شکار، ماهیگیری با نیزه را در رودخانه‌ها با استفاده از نیزه‌های تیز خود آموخته بودند.
امروزه در ماهیگیری نوین نیز از نیزه استفاده می‌کنند. ماهیگیری با اسلحه‌های نیزه‌پران الاستیک یا بادی یا با نیزه‌پران‌های گاز فشرده از روشهای شکار ماهی است که خود دارای اصول و قواعد خاص، تکنیک‌های تخصصی و تجهیزات مخصوص به خود برای انواع مختلفی از گونه‌ها در محیط‌های آبی گوناگون توسعه یافته‌اند.
ماهی‌گیری با نیزه ممکن است با استفاده از غواصی آزاد، غواصی سطحی یا تکنیکهای دیگر غواصی انجام شود. ماهی‌گیری با نیزه با استفاده از تجهیزات غواصی در سراسر جهان به دلیل مغایرت با قوانین محیط زیستی و تخریب منابع طبیعی عملی غیرقانونی است. حتی در برخی از دیگر کشورها استفاده از اسلحه در ماهیگیری یا ماهیگیری با نیزه به تنهائی غیرقانونی اعلام شده‌است و پیگرد قانونی نیز دارد.

## پیشینه

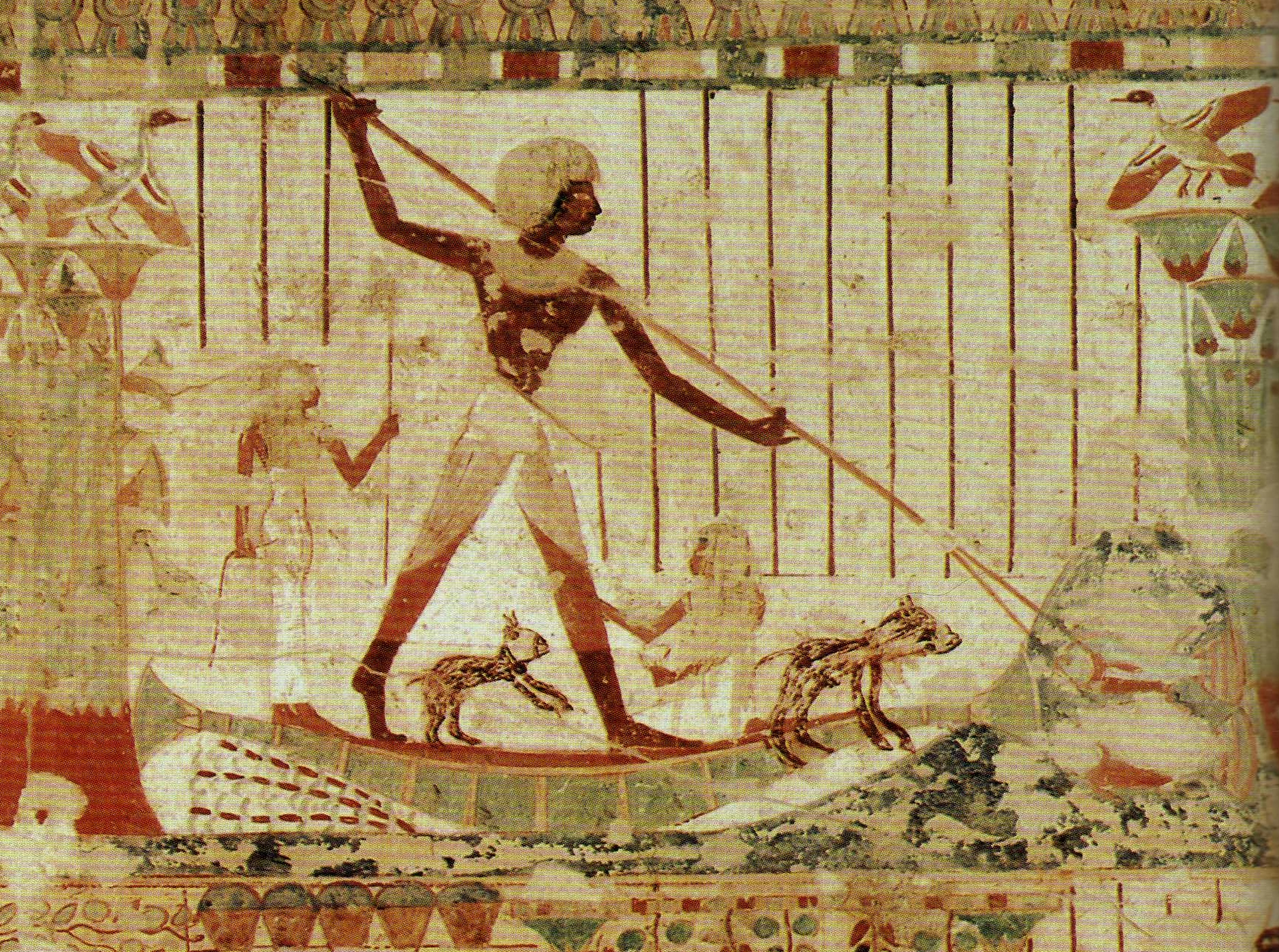
ماهی‌گیری با نیزه در دست از تمدن تبس در ۱۴۳۰ پیش از میلاد

ماهیگیری با نیزه یا زوبین‌های خاردار (هارپون) در عصر دیرین‌زیوی بسیار گسترده بود.
غار کوسکوئر در جنوب فرانسه در برگیرنده بخش‌هائی هنری از زندگی غارنشینی با قدمت بیش از ۱۶، ۰۰۰ سال می‌باشد. این غار دارای نقاشی‌هایی با مهر و موم است که دارای زوبین می‌باشد.
مراجعه به ادبیات باستان نیز وجود ماهی‌گیری با نیزه را تأیید می‌دارد، هر چند، در اکثر موارد، شرح به جزئیات اشاره‌ای ننموده‌است.
نمونه اولیه آن از کتاب مقدس در ۴۱:۷: کانستو، پوست خود را با چدن‌های خاردار پر می‌کنید؟ یا سر خود را با نیزه ماهی؟
مورخ یونانی پلیبیوس حدود ۱۲۰ تا ۲۳۰ سال پیش از میلاد در تاریخ خود، اشاره به شکار برای شمشیر ماهی با استفاده از زوبین‌های سر خاردار نموده‌است.
اوپیان نویسنده یونانی اهل کوریکوس نیز که رساله‌ای بزرگ دربارهٔ ماهیگیری دریایی نوشته‌است، اشاره می‌کند که هالیولیکا یا هالیوتیکا، بین سال‌های ۱۷۷ و ۱۸۰ تشکیل شده‌است. این از جمله نخستین اسنادی است که سالم به‌دست آمده و جان سالم به در برده و دست نخورده‌است. اوپیان وسایل مختلف ماهیگیری از جمله استفاده از نیزه و نیزه‌های سه سر را توصیف می‌کند.
همچنین در قطعه شعری دربارهٔ ماهیگیری، یک پهلوان از جان گذشته به نام راتیاریوس نیزه‌ای سه شاخه و ریخته‌گری شده و خالص ساخته‌است. او در تصاویر با مارمیلو که یک نوع شمشیر کوتاه و تصویری از یک ماهی در جلو آن بوده‌است دیده شده‌است.
زوبین‌های مس به زوبین‌های دریانوردی شبیه بوده‌اند و به دوران باستان پیوندخورده‌اند.
شکارچیان اولیه در هند، مردم مین کوپی و ساکنان بومی جزایر آندامان و نیکوبار نیز از زوبین‌های با کابل‌های طولانی برای ماهیگیری در زمان‌های اولیه استفاده می‌کردند.

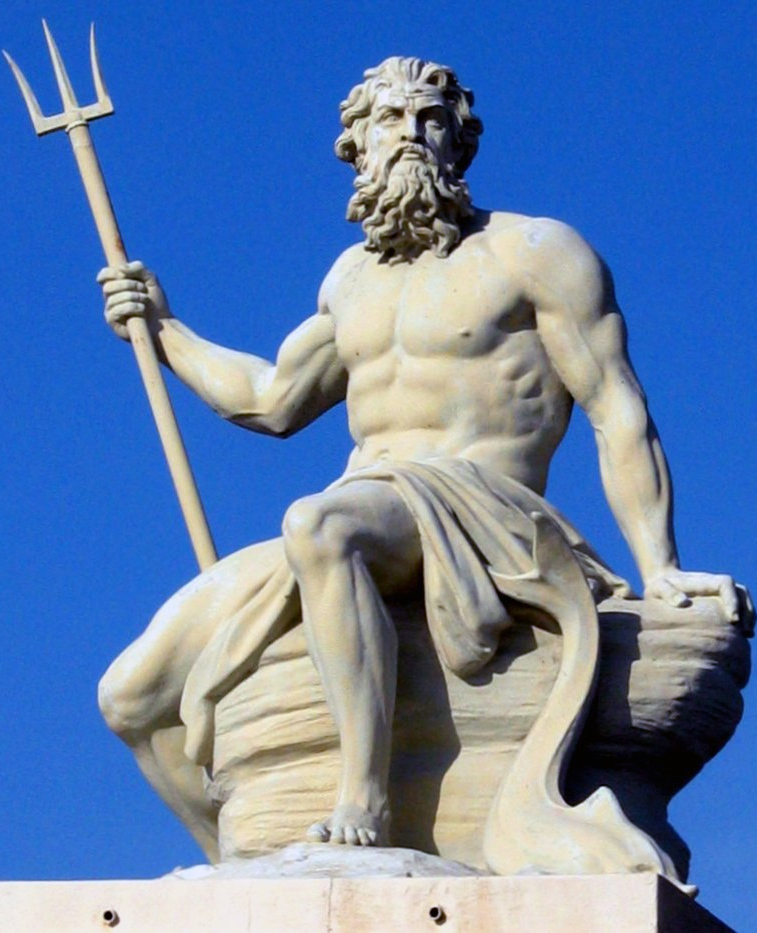
تصویر مجسمه نپتون یا پوزیدون در بندر کپنهاگ
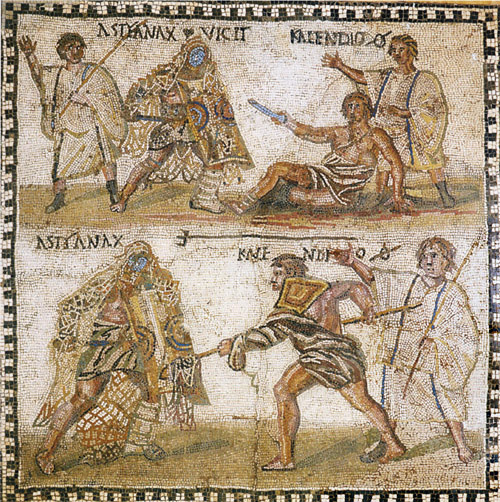
موزائیکی از سده ۴ پیش از میلاد نشاندهنده نیزه سه‌سر در دستان ماهی‌گیران.
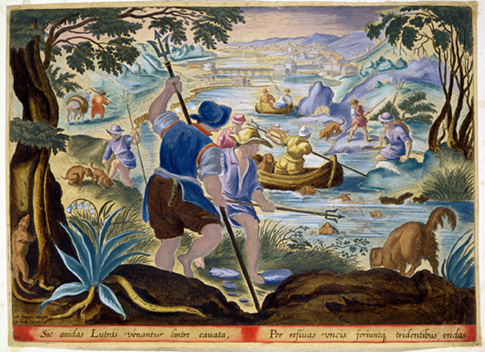
نقاشی یک ماهیگیر هلندی که با استفاده از سه‌سر در قرن ۱۷ ماهی‌گیری می‌کند

## ماهی‌گیری سنتی با نیزه

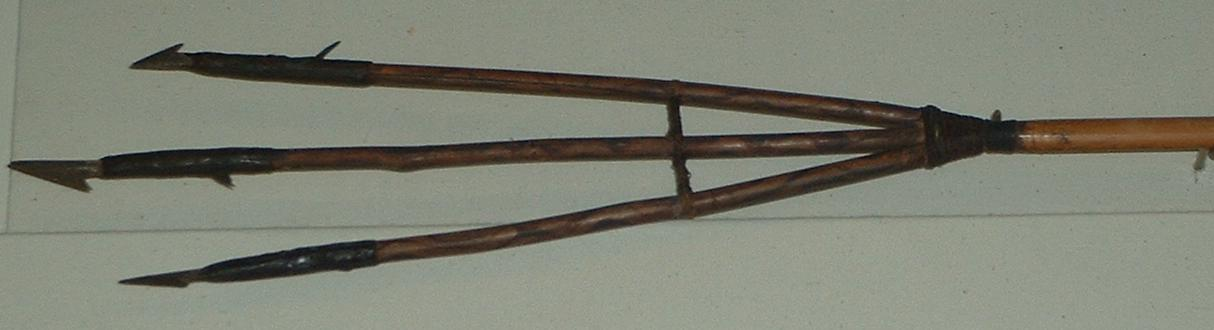
یک سرنیزه از گیانیا.

ماهیگیری با نیزه روش باستانی ماهیگیری است و ممکن است با نیزه معمولی یا نوع خاصی از قبیل نیزه مارماهی یا نیزه سه شاخه انجام شود.
نوعی نیزه سه شاخه کوچک با دسته بلند نیز که در آمریکای جنوبی برای شکار گیگینگ بول فراگ با نور در شب یا برای شکار کپور و ماهی‌های دیگر در عمق کم استفاده می‌شود.
ماهیگیری سنتی با نیزه محدود به آب‌های کم عمق است، اما توسعه اسلحه‌های ماهی‌گیری با نیزه اجازه می‌دهد تا ماهیگیری در آب‌های عمیق‌تر نیز امکان‌پذیرد. با استفاده از آن، غواصان آزاد (فیری دایورز) قادر به حبس نفسهای طولانی با نگاه داشتن نفس خود تا چهار دقیقه و گاهی بیشتر در زیر آب می‌توانند به شکار بپردازند.

## ماهی‌گیری مدرن با نیزه
در ۱۹۲۰، ماهیگیری ورزشی با نیزه فقط با استفاده از عینک شنا در سواحل مدیترانه‌ای فرانسه و ایتالیا رواج یافت و به ورزشی محبوب تبدیل شد. با پیدایش و توسعه ماسک غواصی، فین و اسنورکلرها منجر شد تا غواصان مدرن با استفاده سیستماتیک از اسکوبا یا ری بریزرها ماهی گیران ورزشی با نیزه را در ایتالیایی در طول سال‌های ۱۹۳۰ توسعه دهند. این عمل را در طول جنگ جهانی دوم واحد غواصی نیروی دریایی ایتالیایی گسترش داد.
در طول سال‌های ۱۹۶۰، تلاش هائی برای به رسمیت شناخته شدن ماهیگیری با نیزه به عنوان یک ورزش المپیک انجام پذیرفت ولی ناموفق بود. در عوض، دو سازمان بین‌المللی زیر آب برای ماهیگیری با نیزه یعنی انجمن (IUSA) و کمیته بین‌المللی ماهیگیری در آب‌های آبی با نیزه (IBSRC) تشکیل و رکوردهایی را به ثبت رساندند.
امروزه ماهیگیری با نیزه در پهنه بسیاری از آب‌های بین‌المللی، عملی غیرقانونی است ولی در برخی از مکان در فصول خاصی از سال اجازه ماهیگیری به افراد آموزش دیده ارائه می‌گردد.
در سال ۲۰۰۷، استرالیا میزبان نخستین رقابتهای غواصی آزاد کلاسیک و اولین مسابقات ماهیگیری اصولی با نیزه شد که منجر به کسب ۴ جایزه ۵ ستاره زیست‌محیطی، اجتماعی، ایمنی و شاخص‌های اقتصادی گردید.

### ماهی‌گیری با نیزه و محیط زیست
ماهیگیری با نیزه باعث انقراض محلی بسیاری از گونه‌ها شده‌است. به گزارش سازمانهای جهانی محیط زیستی در جزیره‌های دریای کارائیب از جمله بون ایر، انواعی از ماهی‌های گرمسیری به نام هامور ناسائو و هامور گولیت که در صخره‌های مرجانی سواحل بلیز می‌زیستند منقرض گردیده‌اند، همچنین در دریای سیاه، خلیج کالیفرنیا و بسیاری از دیگر نقاط جهان ماهی‌گیری با نیزه باعث از بین رفتن گونه‌های خاص و آسیب‌های جبران نشدنی به محیط زیست گردیده‌است.
از سوی دیگر، در کشورهایی مانند استرالیا که در آن ماهیگیری ورزشی توسط شیلات دولتی تدوین و تنظیم می‌گردد، ماهیگیری با نیزه به شکلی سازگار با محیط زیست انجام و از این نوع ماهیگیری به صورت گزینشی، برای شکار گونه هائی مزاحم استفاده می‌شود که نه منجر به وارد آمدن آسیب‌های زیست‌محیطی به زیستگاه‌ها می‌گردد و نه ایجاد آلودگی یا آسیب رسیدن به گونه‌های خاص و حتی باعث حفاظت از گونه‌های در معرض خطر انقراض با از بین بردن گونه‌های مهاجم نیز شده‌است.

### غوص از ساحل

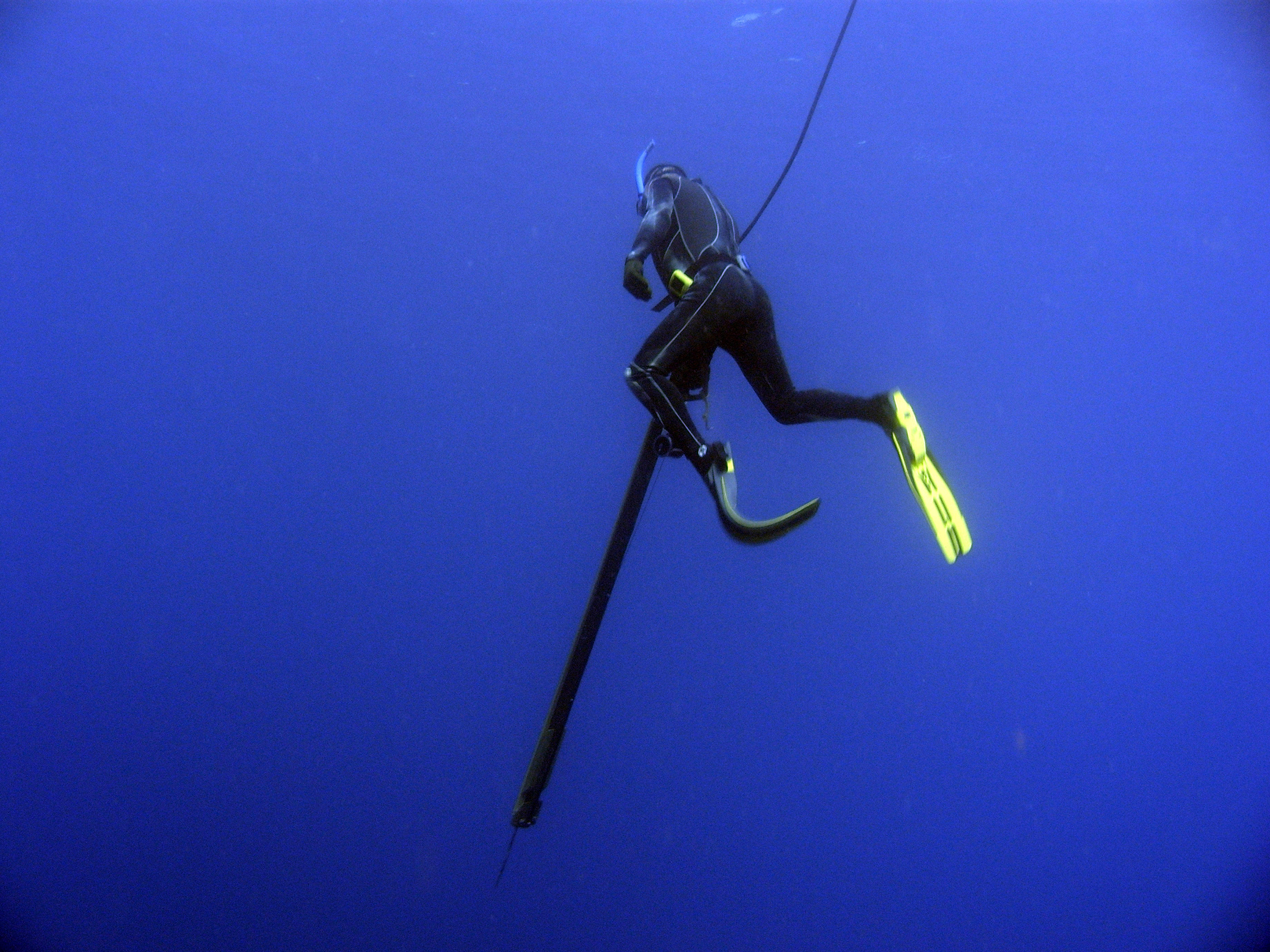
شکار ماهی تن در جزیره ریو کیو با نیزه

غواصی از ساحل است شاید رایج‌ترین شکل از ماهیگیری با نیزه‌است و به سادگی شامل ورود و خروج از دریا به سواحل یا سرزمینهای اصلی و شکار در اطراف سازه‌های اقیانوسی می‌گردد که معمولاً در کنار صخره‌ها یا دیواره هااست.
غواصان معمولاً از ساحل بسته به محل در عمقهای ۵ تا۲۵ متر (۱۶–۸۲ فوت) شکار می‌کنند.
در برخی از مناطق در جنوب اقیانوس آرام، غواصان می‌توانند ماهیگیری را از ۵ تا ۴۰ متری (۱۶ تا ۱۳۰ فوت) در نزدیکی خط ساحل تجربه کنند.
کوسه‌ها و ماهی‌های صخره‌های مرجانی را نیز می‌توان به مقدار فراوان در این مکان دید. در مناطق نیمه گرمسیری، ممکن است کوسه‌ها کمتر شایع باشند اما چالش‌های دیگر غواصی از ساحل مانند چگونگی ورود و خروج در هنگام امواج بزرگ می‌تواند دردسر ساز باشد. اما زمان‌بندی ورود بسیار مهم است تا امواج غواص را بر روی سنگ‌ها و صخره تحت آسیب قرار ندهند.
غواصی ساحل تولید عمدتاً ماهی صخره‌ای، اما ماهی دریایی اقیانوس پیما از غواصی ساحل گرفتار شده بیش از حد، و می‌تواند به‌طور خاص هدف قرار داده‌است.
غواصی از ساحل کمتر با نیزه‌های سه شاخه انجام می‌شود و معمولاً وجود اسلحه‌های ماهیگیری یا نیزه پران باعث شده‌است که از ترایدنت‌ها استفاده نشود. نصب و را ه اندازی اسلحه نیزه پران نیز به راحتی در ساحل انجام می‌پذیرد.

### غوص از قایق
قایق‌ها، کشتی‌ها یا حتی کایاک می‌توانند برای دسترسی به صخره‌های دریایی یا ساختارهای اقیانوس مورد استفاده بگیرند. سازه هاس ساخته شده به دست انسان مانند سکوهای نفتی مکان‌های مناسبی است. گاهی برای دسترسی به مکانی که نزدیک به ساحل است ولی دسترسی زمینی ندارد نیز از قایق استفاده می‌شود. روش‌ها و تجهیزات مورد استفاده در غواصی از قایق بسیار شبیه به غواصی از ساحل است.
غواصی از قایق عملی است که در سراسر جهان انجام می‌گردد و نقاط دارای اهمیت آن عبارتند از: جزیره شمالی نیوزیلند (شاه‌ماهی دم زرد)، سکوهای نفتی خلیج فلوریدا (هامور کوبیا، نوعی ماهی دریاهای گرمسیر) و دیواره بزرگ مرجانی (ماهی تن واهو، تن سگ دندان) و ماهی تن باله زرد در آب‌های عمیق کیپ پوینت (کیپ تاون، آفریقای جنوبی).

### شکار در آبهای آبی
شکار در آب‌های آبی (عمیق و آبی رنگ) در نقاطی که عمق زیاد مانع از دسترسی به بستر می‌شود انجام پذیرفته و شامل غوص حبس نفس به مدت طولانی در آب‌های اقیانوس‌های آزاد برای شکار گونه‌های خاص و مجاز اقیانوسی است. این نوع از شکار ماهی، شامل دسترسی به آبها بسیار عمیق برای دسترسی به گونه‌های ماهی‌های بزرگ دریایی مانند نیزه ماهی، ماهی‌های تن، یا تراولی‌های غول پیکر است.
در این نوع شکار، ممکن است شکارچیان در آب‌های عمیق و آبی رنگ اقیانوس ساعت‌ها بدون دیدن هیچ ماهی و بدون دیدن هیچ گونه ساختاری در اقیانوس به گشت زنی پرداخته و به دنبال شکار مطلوب از نظر نوع، گونه جنسیت و اندازه غوصهای متفاوتی را تجربه کنند.
برخی از شکارچیان آب‌های آبی دارای اسلحه‌های متعددی برای گرفتن و به زانو درآوردن طعمه خود هستند. اگر طعمه بزرگ باشد و پس از برخورد نخستین نیزه به مبارزه بپردازد شکارچیان به ضرب نیزه دوم شکار را کشته و به سطح می‌آورند.
مادامیکه این نوع عملیات شکار نیز با حبس نفس کامل غواص و بدون استفاده از اسکوبا انجام می‌پذیرد از سوی IBSRC و مقررات IUSA قابل قبول و مجاز شناخته می‌شود و با توجه به مقرارت زیست‌محیطی خاص خود در سراسر جهان انجام می‌شود، اما نقاط مهم و قابل توجه آن در جهان عبارتند از آفریقای جنوبی برای شکار (ماهی تن باله زرد) و اقیانوس آرام جنوبی برای شکار (ماهی تن سگ دندان).

### شکار در آبهای شیرین
در ایالات متحده، بسیاری از ایالت‌ها در فصلهای خاص اجازه ماهیگیری با نیزه را در دریاچه‌ها و رودخانه‌ها می‌دهند اما تقریباً همه آن‌ها را محدود به شکار تنها ماهیهای خشن مانند کپور، نیزه ماهی، بول هد، ساکر و غیره می‌نمایند.
شکارچیان در آب شیرین به‌طور معمول باید به مقابله با تغییرات فصلی در آب مانند وضوح که به‌طور گسترده‌ای با توجه به جاری شدن سیل، شکوفه‌های جلبکی و جریان‌های فصلی دریاچه‌ها تغییر می‌کند توجه داشته و از مهارت خاص نسبت به ان محیط برخوردار باشند.

### بدون غوص

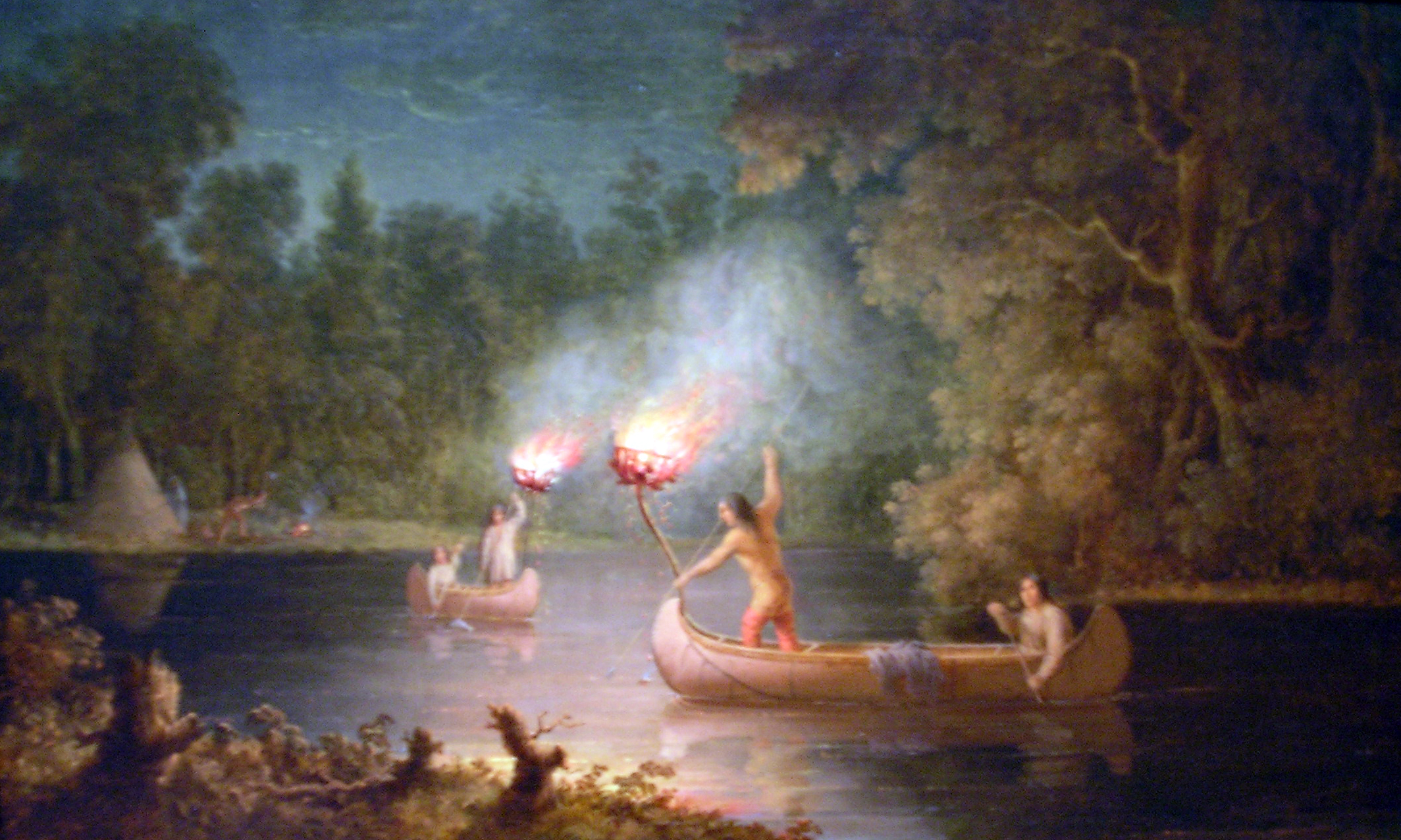
شکار ماهی سالمون در شب با مشعل و نیزه

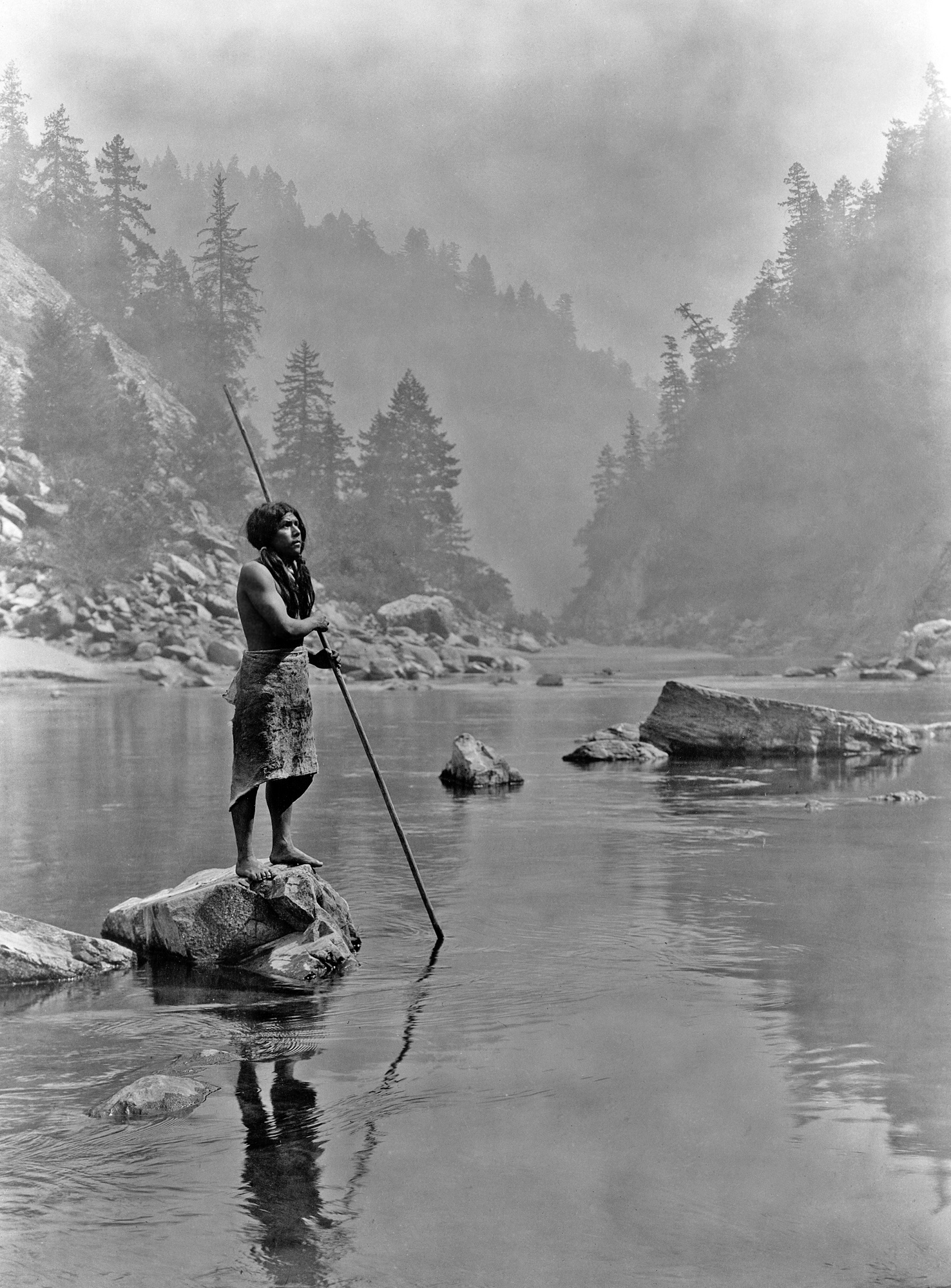
یک مرد هوپا با نیزه اش

ماهیگیری با نیزه از خشکی و در آب‌های کم عمق ساحلی و نیز گاهی یا قایق برای هزاران سال از سوی بشر انجام می‌شده‌است. در این نوع شکار ماهیگیر باید با استفاده از خاصیت انکسار نور بر سطح آب خود را از دید ماهی پنهان سازد.

## تجهیزات
این فهرستی از تجهیزات مورد نیاز ماهی‌گیری با نیزه‌است:
اسلحه نیزه‌پران
سنگ‌پران هاوائی
وت سوت
کمربند وزنه یا جلیقه وزنه
باله‌های غواصی
چاقو
سیخک
بویه یا شناور
طناب شناور
دستکش
استرینگر ماهی
ماسک و اسنورکلر

## مدیریت ماهی‌گیری با نیزه
ماهی‌گیری با نیزه در سراسر جهان شدیداً تحت کنترل بوده و زیر نظارت بسیار محکم و محدودی اداره می‌شود.
استرالیا به صورت محدود اجازه می‌دهد تا ماهی‌گیری با نیزه فقط به صورت تفریحی، در فصلهای خاص و به‌طور کلی تنها برای شکار گونه‌های خاص با حبس نفس و غواصی آزاد انجام شود. محدودیت‌های متعدد و فراوانی نیز در مناطق حفاظت شده دریائی اعمال گردیده‌است. نهاد سازماندهی‌کننده آن نیز فدراسیون ماهی‌گیری تفریحی استرالیا است. شعار و چشم‌انداز این گروه این است: «ماهی‌گیری پایدار، انتخابی و امن با نیزه» اعضای در AUF حمایت از گونه‌های در خطر را با سازماندهی مسابقات گوناگون فراهم می‌کنند.
نروژ دارای خط ساحلی با جمعیتی نسبتاً زیاد است و یکی از لیبرال‌ترین قوانین در ماهی‌گیری با نیزه را در نیمکره شمالی داراست. ماهی‌گیری با نیزه با تجهیزات اسکوبا کاملاً ممنوع است. ماهی‌گیری با نیزه در نروژ فقط به گونه‌های آنادورم مانند ماهی آزاد اقیانوس اطلس و ماهی قزل آلا و خرچنگ دریایی، محدود گردیده‌است.
در مکزیک پروانه ماهیگیری به‌طور منظم به غواصان آزاد اجازه می‌دهد تا ماهی‌گیری با نیزه را تجربه نمایند، ولی نه با اسلحه‌های ماهی‌گیری با نیزه بلکه تنها با یک قطعه نیزه. ماهی‌گیری با نیزه با تجهیزات اسکوبا کاملاً غیرقانونی و موجب پیگرد است و استفاده از آن دارای جریمه‌ها شدید و شامل جریمه‌های نقدی، مصادره کامل تجهیزات و حتی زندان می‌گردد.
ماهی‌گیری با نیزه در فلوریدا و بسیاری از دیگر ایالات در ایالات متحده، فقط محدود به آب‌های فراساحلی می‌گردد و تا چند صد متر دورتر از ساحل ممنوع است. انواع بسیاری از ماهیان در حال حاضر تحت حفاظت شدید بوده و شکار با نیزه دارای محدودیت‌های بسیار سنگین است.
در بریتانیا، در حالی که ماهی‌گیری با نیزه به صراحت ممنوع گردیده‌است ولی در سطح ملی قانونی مربوط به شکار گونه‌های مجاز ماهی با توجه به محدودیت‌های اندازه و حداقل وزن وضع گردیده‌است. به عنوان مثال، ماهی‌گیری با نیزه در مناطق غیر جزر و مدی و فقط در رودخانه‌ها مجاز است.